# Aloe plicatilis x speciosa
Aloe plicatilis x speciosa é uma espécie de liliopsida do gênero Aloe, pertencente à família Asphodelaceae.